# Czeladź Wielka
Czeladź Wielka (dawn. Cielążyn) – wieś w Polsce, położona w województwie dolnośląskim, w powiecie górowskim, w gminie Wąsosz. W latach 1975–1998 miejscowość należała administracyjnie do województwa leszczyńskiego.

## Nazwa
W księdze łacińskiej Liber fundationis episcopatus Vratislaviensis (pol. Księga uposażeń biskupstwa wrocławskiego) spisanej za czasów biskupa Henryka z Wierzbna w latach 1295–1305 miejscowość wymieniona jest w zlatynizowanej formie Czhelacz.
| SIMC    | Nazwa    | Rodzaj         |
| ------- | -------- | -------------- |
| 0377130 | Stefanów | przysiółek wsi |

## Zabytki
Do wojewódzkiego rejestru zabytków wpisane są obiekty:
- kaplica pomocnicza, obecnie kościół filialny pw. Św. Stanisława Biskupa, z końca XIV w., 1610 r., 1898 r.
- spichrz folwarczny, z czwartej ćwierci XIX w.